# David Safier

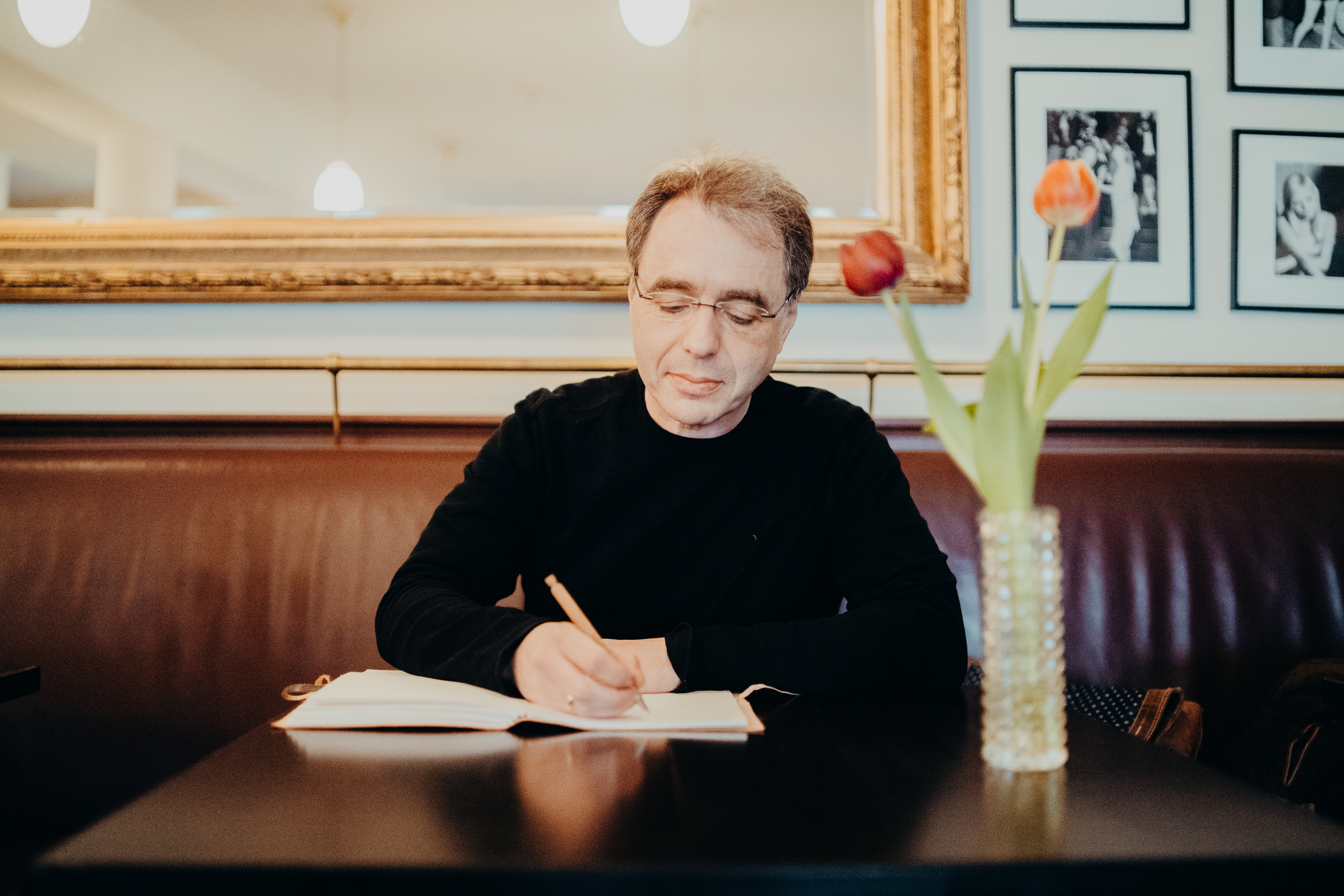
Safier in seinem Stammcafé in Bremen, 2020

David Safier ['sa:fiɐ] (* 13. Dezember 1966 in Bremen) ist ein deutscher Drehbuchautor und Schriftsteller.

## Biografie
Safier ist in Bremen aufgewachsen. Er absolvierte nach dem Abitur eine Ausbildung zum Journalisten. Beim Hörfunksender Bremen 4 arbeitete er einige Jahre als Redakteur und Chef vom Dienst, später moderierte er ebenfalls bei Bremen Eins und war Redakteur für die Fernsehredaktion Buten un binnen. 1992 entwickelte er mit Arnd Zeigler die Serie Bundesliga-Flashback (heute: Zeiglers wunderbare Welt des Fußballs).
Seit 1996 wurde Safier dann außerdem als Drehbuchautor für diverse deutsche Film- und Fernsehformate bekannt und unter anderem mit dem Grimme-Preis sowie dem International Emmy (dem amerikanischen Fernseh-Oscar) für die Serie Berlin, Berlin ausgezeichnet.
2007 feierte er schließlich mit seinem humoristischen Roman Mieses Karma Debüt. Seine Bücher, darunter Plötzlich Shakespeare, 28 Tage lang, Jesus liebt mich, Muh!, oder Happy Family erreichten Millionenauflagen.
Mit seinem 2021 erschienenen Roman Miss Merkel: Mord in der Uckermark erreichte David Safier erstmals Platz 1 der Spiegel-Bestsellerliste.
Vorrangig veröffentlichte Safier Komödien, aber auch die Lebens- und Leidensgeschichten seiner eigenen Familie verarbeitet der Autor in seinen Büchern, insbesondere Solange wir leben und 28 Tage lang ist hier hervorzuheben. Sein jüdischer Vater musste 1938 aus Wien fliehen, seine Mutter wuchs in Bremen als Kriegskind auf. - „Alles, was ich über meinen Vater und meine Mutter weiß, habe ich mir aus kurzen Momenten zusammengereimt. Ich habe mich nie getraut zu fragen – aus Respekt oder was auch immer.“ Safiers Schwester ist im Alter von 35 Jahren an Krebs verstorben. Auch aus diesem Grund erhält wohl das Thema Sterblichkeit in seinen Werken einen besonderen Platz.
Er ist Botschafter der Stiftung Lesen, des Kinderhospiz Joshuas Engelreich und des Fördervereins Pegasus. 2010 gründete er seine eigene Stiftung, die er in Anlehnung an seinen ersten Roman Gutes Karma-Stiftung nannte.
David Safier lebt in Bremen, ist verheiratet und hat zwei erwachsene Söhne.

## Werke

### TV- und Film-Drehbücher
Safier schrieb unter anderem die Dialog-Drehbücher zu Nikola (1997–1999), Himmel und Erde (1998), Die Camper (1998–1999), Die Schule am See (1999) und Mein Leben & Ich (2000–2003). Für das Buch zur Serie Mein Leben & Ich wurde ihm 2003 der MDR-Kinderfilm- und Fernsehpreis Goldener Spatz verliehen. Des Weiteren wurde die Serie 2003 für den Grimme-Preis in der Sparte Grimme Spezial nominiert.

#### Berlin, Berlin
Mit Radio Bremen entwickelte er 2001 als Hauptautor die Sitcom Berlin, Berlin. 2003 wurde er dafür mit dem Adolf-Grimme-Preis in der Sparte Fiktion und Unterhaltung ausgezeichnet. 2002 war die Vorabendserie bereits mit dem Deutschen Fernsehpreis ausgezeichnet worden. Die Jury beurteilte Safiers Drehbücher als frei von jedem „… Hang zu großmäuliger Dramatik oder zu papierenem Pathos“. Seine Charaktere, unter anderem gespielt von Felicitas Woll, Jan Sosniok, Sandra Borgmann und Florian David Fitz, umschreibe er „… lakonisch, aber präzise, ohne sie jedoch mit allzu vielen Sätzen zuzuschreiben und festzulegen“. 2004 gewann Berlin, Berlin dann zudem den wichtigen amerikanischen Fernsehpreis Emmy in der Kategorie Best Comedy. 2005 wurde sie ein weiteres Mal für den Preis nominiert.

#### Zwei Engel für Amor
Zudem ist Safier Erfinder und Hauptautor der ARD-Vorabendserie Zwei Engel für Amor (2006) gewesen. Hier spielten unter anderem Theresa Scholze, als Kim, die vom Amor beauftragt wird als Liebesbotin zu fungieren, und Jochen Schropp, als Andi, mit. 2007 wurde die Serie ebenfalls für den Grimme-Preis nominiert.

#### Happy Family
2017 wurde Safiers Roman Happy Family (auch bekannt als Monster Family) als internationaler Animationsfilm von Holger Tappe produziert. Safier schrieb gemeinsam mit Catharina Junk das Drehbuch zum Film, der in 92 Ländern in die Kinos kam. Im Original sprechen unter anderem Jason Isaacs, Emily Watson und Nick Frost die Stimmen, in der deutschen Synchronisation Hape Kerkeling und Oliver Kalkofe.

#### Berlin, Berlin – Der Film
15 Jahre nach dem Ende der Vorabendserie sollte im März 2020 die Fortsetzung von Berlin, Berlin in Form eines Spielfilms in die deutschen Kinos kommen. Die Schauspieler, wie Felicitas Woll, Jan Sosniok, Matthias Klimsa und Sandra Borgmann schlüpften für das Wiedersehen noch einmal in ihre bekannten Rollen und wurden unter anderem Janina Uhse, Christian Tramitz oder Detlev Buck ergänzt. Doch aufgrund der Covid-19-Pandemie musste der Kinostart verschoben und letztlich aufgehoben werden. Anstatt dessen feierte der Film im Mai 2020 beim Streaming-Dienst Anbieter Netflix seine Premiere. Gemeinsam mit der gesamten Serie spielte Berlin, Berlin – Der Film bei Netflix bereits im ersten Monat 4.000.000 Zuschauer ein.
Bei dem deutschen Spielfilm führte Franziska Meyer Price Regie. Das Drehbuch schrieb Serienschöpfer Safier gemeinsam mit seinem Sohn Ben Safier.

#### Happy Family 2
Vier Jahre nach dem Kinostart von Happy Family folgte im November 2021 die Fortsetzung des Animationsfilms. Hierfür arbeiteten Safier und Autor Abraham Katz eng zusammen, produziert wurde der Film von Holger Tappe. In der deutschen Synchronisation sprechen unter anderem Joko Winterscheidt und Oliver Kalkofe die Stimmen.

#### Love Gets a Room
Die preisgekrönte englisch-spanische Co-Produktion (Spanisch: El amor en su lugar) aus dem Jahr 2021 spielt im Warschauer Ghetto. Safier schrieb das Drehbuch zum Film und Regie führte Rodrigo Cortés.
Der Film wurde 2022 bei den CEC Awards in sechs Kategorien ausgezeichnet, u. a. für das beste Drehbuch. Daneben wurde er von der spanischen Tageszeitung ABC zum besten Film 2021 gewählt.

### Romane

#### Mieses Karma (2007)
Die erfolgreiche, aber rücksichtslose Fernsehmoderatorin Kim Lange wird vom Spülbecken einer russischen Raumstation erschlagen. Sie wird als Ameise wiedergeboren, da sie zu viel schlechtes Karma angehäuft hat. Fortan gilt ihr Lebenszweck dem Anhäufen von gutem Karma, um die Reinkarnationsleiter hinaufzuklettern und wieder einen Platz im Herzen ihrer Familie zu erobern. In Safiers Werken finden sich oft Querverweise und versteckte Easter Eggs. In Mieses Karma ist es der Name von Kims Ehemann – Alex Weingart – der nach einer der Rollen von Berlin, Berlin benannt wurde. Mieses Karma erschien auch als vom NDR produziertes Hörspiel. Später im Argon Verlag, gelesen von Nana Spier und Christoph Maria Herbst, auch als Hörbuch. 2011 brachte der Kosmos Verlag ein Spiel von Matthias Cramer zu Mieses Karma heraus. 2015 wurde auf der Seite des Rowohlt Verlags außerdem ein „verschollenes Kapitel“ zu Mieses Karma veröffentlicht, hier konnte Kim bereits ein paar Stufen der Reinkarnationsleiter hinaufklettern und ist unter anderem als Pinguin unterwegs.

#### Jesus liebt mich (2008)
Marie, im Beruf wie in der Liebe wenig erfolgreich, lernt einen gut aussehenden und einfühlsamen, wenn auch in mancherlei Hinsicht etwas seltsamen Mann kennen. Bald stellt sich heraus, dass ihr neuer Freund kein anderer als Jesus Christus alias Joshua ist, der auf die Erde zurückgekehrt ist, um die Menschheit auf das Jüngste Gericht vorzubereiten. Bis zum Ende der Welt bleiben nur noch ein paar Tage. Der Roman Jesus liebt mich wurde im Dezember 2012 von und mit Florian David Fitz verfilmt. Jessica Schwarz spielte in der Hauptrolle die Marie. In weiteren Rollen sind Henry Hübchen, Hannelore Elsner, Peter Prager, Palina Rojinski, Nicholas Ofczarek und Michael Gwisdek zu sehen. 2013 gewann Jesus Liebt Mich den Jupiter-Filmpreis als Bester Film National. In einer gekürzten Fassung sprachen Anna Thalbach und Detlef Bierstedt das gleichnamige Hörbuch ein.

#### Plötzlich Shakespeare (2010)
Die liebeskranke Rosa wird per Hypnose in ein früheres Leben versetzt. Und zwar in den Körper von William Shakespeare im Jahr 1594. Rosa darf erst wieder zurück in die Gegenwart, wenn sie herausgefunden hat, was die wahre Liebe ist. Währenddessen muss sie sich aber auch noch mit dem eigentlichen Shakespeare kabbeln, mit dem sie sich denselben Körper teilt. 2011 erhielt Plötzlich Shakespeare den österreichischen Buchliebling-Preis als beliebtester Roman. Das zum Buch veröffentlichte Hörbuch des Argon Verlags wurde erneut von Christoph Maria Herbst, hier als Shakespeare, und von Anneke Kim Sarnau, als Rosa, eingesprochen.

#### Happy Family (2011)
Familie Wünschmann ist nicht happy. Mama Emmas Buchladen geht Pleite, Papa Frank ist völlig überarbeitet, die pubertierende Fee bleibt sitzen und Sohnemann Max wird von dem Mädchen, das er liebt, ins Schulklo getunkt. Und als ob das alles noch nicht genügen würde, werden die Wünschmanns nach einem Kostümfest auch noch von einer Hexe verzaubert: Plötzlich sind sie Vampir, Frankensteins Monster, Mumie und Werwolf. Im August 2017 wurde Happy Family (auch bekannt als Monster Family) als internationaler Animationsfilm produziert, der in 92 Ländern in die Kinos kam, an den Kinokassen allerdings enttäuschte. Im Original sprechen unter anderem Jason Isaacs, Emily Watson, Nick Frost die Stimmen, in der deutschen Synchronisation Hape Kerkeling und Oliver Kalkofe. Der Kinostart von Happy Family 2 war am 4. November 2021. Hierfür arbeiteten Safier und Autor Abraham Katz eng zusammen.

#### Muh! (2012)
Im Roman Muh! schreibt Safier aus der Sicht der ostfriesischen Kuh Lolle. Nachdem ihr geliebter Stier Champion mit einer anderen Kuh fremdgegangen ist, lernt sie einen italienischen Kater kennen. Von diesem erfährt sie, dass der Bauer seine Kühe schlachten lassen will. Auf sein Anraten hin machen Lolle und ihre Freundinnen sich auf den Weg nach Indien, dem Land der heiligen Kühe, um dort ihr Heil zu suchen. Auch in Muh! lassen sich wieder einige Easter Eggs finden, nicht zuletzt der Name der Kuh - Lolle. Eben diesen Namen trägt schließlich auch die Berlin, Berlin-Hauptfigur. In der Hörbuch-Version liest wieder einmal Synchronsprecherin und Schauspielerin Nana Spier.

#### 28 Tage lang (2014)
28 Tage lang erzählt vom Warschauer-Ghetto-Alltag eines jüdischen Mädchens namens Mira zur Zeit des Nationalsozialismus. Es ist Safiers Kindern und Großeltern gewidmet, von denen die Großmutter im Ghetto von Łódź gestorben ist. Mira bringt sich und ihre kleine Schwester Hannah durch den harten Warschauer Ghetto-Alltag, indem sie unter Einsatz ihres Lebens Essen schmuggelt. Doch jetzt soll die gesamte Ghettobevölkerung umgebracht werden. Mira schließt sich dem Widerstand an. Der kann der übermächtigen SS länger trotzen als vermutet. Ganze 28 Tage lang. Der Roman wurde mit dem renommierten Jugendbuchpreis Buxtehuder Bulle für das Jahr 2014 ausgezeichnet.

#### Mieses Karma hoch 2 (2015)
Daisy Becker hofft auf ihren Durchbruch als Schauspielerin, obwohl sie weder talentiert noch ehrgeizig ist. Sie faulenzt, trinkt und bestiehlt auch schon mal ihre Mitbewohner. Ihr Agent bietet ihr eine Rolle in einem James-Bond-Film an der Seite von Marc Barton an. Dieser ist ein erfolgreicher, jedoch arroganter Schauspieler. Durch eine Verkettung unglücklicher Umstände kommen beide bei einem Autounfall ums Leben und werden, da beide in ihrem Leben viel schlechtes Karma angehäuft haben, als Ameisen wiedergeboren. Nun müssen sie gutes Karma sammeln, um aus dem Kreis der Wiedergeburten erlöst zu werden. Gleichzeitig versuchen sie zu verhindern, dass Daisys Freund und Marcs Witwe ein Paar werden und legen langsam ihre Feindschaft nieder.
Mit Mieses Karma hoch 2 gewann Safier 2015 den LovelyBooks Leserpreis in der Kategorie Humor.

#### Traumprinz (2016)
Im Buch Traumprinz von 2016 hat die verträumte Comiczeichnerin Nellie schlimmen Liebeskummer und zeichnet in eine tibetische Lederkladde ihren Traumprinzen. Als sie am nächsten Morgen aufwacht, hat der Prinz das Zeichenblatt verlassen und steht leibhaftig vor ihr. Gemeinsam mit dem ungestümen Prinzen namens Retro macht Nellie sich in Berlin auf die Suche nach dem Geheimnis der magischen Kladde. Denn alles, was man in sie hineinzeichnet, erwacht zum Leben. In der Hörbuch-Version liest Synchronsprecherin und Schauspielerin Nana Spier die Geschichte von Figur Nellie.

#### Die Ballade von Max und Amelie (2019)
Erneut schreibt Safier aus der Perspektive eines Tieres im magischen Realismus. Dieses Mal aus der Sicht der einäugigen Hündin Narbe. Eines Tages verirrt sich der sanfte Hund Max zu der Müllkippe, auf der Narbe lebt. Er erzählt ihr von seinem wunderschönen Zuhause bei den Menschen, und in der Hoffnung auf ein besseres Leben begleitet Narbe den Fremden auf die gefährliche Heimreise. Unterwegs wird Max jedoch von Alpträumen geplagt. Aber sind es wirklich Alpträume oder vielmehr Erinnerungen? Das Hörbuch wird gelesen von Jodie Ahlborn.

#### Aufgetaut (2020)
In diesem Werk beschäftigte Safier sich wieder einmal mehr mit der Suche nach dem Glück. Über dreiunddreißigtausend Jahre war die Steinzeitdame Urga zusammen mit einem Baby-Mammut in einem Eisblock eingefroren, doch dank der Erderwärmung tauen sie wieder auf. Nach einem ersten Blick auf die moderne Menschheit würde die Steinzeitfrau am liebsten gleich wieder zurück ins Eis gehen. Aber Urga ist eine Kämpferin: Bevor sie aufgibt, will sie herausfinden, ob man in dieser höchst seltsamen Welt das Glück finden kann. Ihre Irrfahrt führt sie von der Arktis über Indien bis nach Italien.

#### Miss Merkel – Mord in der Uckermark (2021)
Nach dem Ende ihrer Kanzlerschaft zieht Angela Merkel mit ihrem Mann Joachim Sauer und einem Personenschützer sowie Mops Putin nach Klein-Freudenstadt in der Uckermark. Noch während sie sich in dem kleinen Ort einleben, wird Freiherr Philip von Baugenwitz ermordet, und die frühere Kanzlerin versucht, den Fall zu klären.
2022 wurde Safier für Miss Merkel: Mord in der Uckermark mit der MIMI, dem Krimi-Publikumspreis des deutschen Buchhandels, ausgezeichnet. Das Buch wurde unter dem Titel Miss Merkel – Ein Uckermark-Krimi für RTL verfilmt und feierte am 21. März 2023 TV-Premiere.
Miss Merkel weist von der Grundidee leichte Parallelen zu einer Serie der Satirezeitschrift Titanic auf, die dort im Jahr 2014 erschien (Miss Merkle – Macht ist ihr Hobby, Autoren: Tim Wolff / Michael Ziegelwagner). Die Ähnlichkeit zwischen Magazinartikel und Roman besteht jedoch nicht in Länge, Form, Inhalt, Charakterisierungen, Verlauf der Geschichte, Tonalität, Lokalität und allen anderen wesentlichen Elementen (siehe Romaninhalt). Zudem war die Satirezeitschrift Titanic nicht die erste, die auf diese leichte Parallele kam. In 2011 veröffentlichte die taz „Miss Merkel ermittelt“, eine Geschichte, die sich ebenso in allen wesentlichen Elementen von dem Roman unterscheidet.

#### Miss Merkel – Mord auf dem Friedhof (2022)
Im zweiten Fall entdeckt der Mops von Meisterdetektivin Miss Merkel die Leiche des Gärtners auf dem Klein-Freudenstädter Friedhof. Die Mordverdächtigen gehören allesamt zu zwei verfeindeten Bestatter-Familien. Und das stellt die Ex-Bundeskanzlerin auch privat vor knifflige Probleme, denn mit dem kultivierten Steinmetz Kurt Kunkel teilt Angela Merkel nicht nur ihre Liebe zu Shakespeare, der ältere Herr sieht auch noch aus wie ein ehemaliger französischer Filmstar.
Das Buch wurde unter dem Titel Miss Merkel – Mord auf dem Friedhof für RTL verfilmt und feierte am 19. März 2024 TV-Premiere.

#### Der kleine Ritter Kackebart (2023)
Eine Mutmachgeschichte mit der Botschaft "Es ist gut, anders zu sein" über einen kleinen Bauernjungen, der davon träumt, ein echter Ritter zu sein. Als der Drache Stinkerülps die Burg angreift und die Prinzessin Tortenwerf entführt, schlägt seine große Stunde. Der kleine Ritter Kackebart ist Safiers erstes Kinderbuch, illustriert von Oliver Kurth.

#### Solange wir leben (2023)
In Solange wir leben erzählt Safier die Liebes- und Lebensgeschichte seiner Eltern: Sie führt vom Wien des Jahres 1937, durch die Gefängnisse der Gestapo, nach Palästina, wo sein Vater Joschi als Barmann und Spion arbeitet und schließlich zur See fährt. Seine Mutter Waltraut wächst als Tochter eines Werftarbeiters in Bremen auf, erlebt Kriegszeit, Trümmerjahre und Wirtschaftswunder. Bei ihrer ersten Begegnung ist Waltraut eine junge alleinerziehende Witwe, Joschi zwanzig Jahre älter als sie. Und doch wagen sie ein gemeinsames Leben, das von steilen Höhenflügen und dramatischen Schicksalsschlägen geprägt ist.
Die FAZ bezeichnete Solange wir leben in einer Rezension als „wirklich großen Roman“ und hob „Safiers herausragende literarischen Fähigkeiten“ hervor. Der Roman wurde im April 2023 als NDR Buch des Monats ausgezeichnet.

#### Miss Merkel – Mord auf hoher See (2023)
Im dritten Band der Miss Merkel Reihe macht die Meisterdetektivin mit ihren Liebsten eine Krimi-Kreuzfahrt auf der Ostsee. Die Reise verläuft anders als erwartet als gleich am ersten Abend Starautor Florian Watzek zu Tode kommt. Als Hauptverdächtige zählen die anderen erfolgreichen Krimiautoren an Bord.

#### Miss Merkel – Mord in der Therapie (2024)
vierter Band

## Preise, Auszeichnungen und Nominierungen
- 2002: Nominierung Deutscher Fernsehpreis in der Kategorie Beste Serie für Berlin, Berlin[37]
- 2003: Adolf-Grimme-Preis in der Kategorie Fiktion & Unterhaltung für Berlin, Berlin[38]
- 2003. Goldener Spatz, Preis des MDR-Rundfunkrates für das beste Drehbuch für Mein Leben und ich; gemeinsam mit Mark Werner.[39]
- 2003: Nominierung Grimme-Spezialpreis für Berlin, Berlin sowie Mein Leben und ich[40]
- 2004: International Emmy Award in der Kategorie Comedy für Berlin, Berlin[41]
- 2004: Deutscher Fernsehpreis in der Kategorie Beste Sitcom für Berlin, Berlin[42]
- 2004: Nominierung Goldene Rose von Montreux beim Festival Rose d’Or in der Kategorie Sitcom für Berlin, Berlin[43]
- 2005: Nominierung International Emmy Award in der Kategorie Comedy für Berlin, Berlin[44]
- 2006: Nominierung Grimme-Spezialpreis[45]
- 2007: Nominierung Adolf-Grimme-Preis in der Kategorie Fiktion für Zwei Engel für Amor[46]
- 2008: Pluma de Plata für Maldito Karma (Mieses Karma)[47]
- 2011: Literaturpreis Buchliebling in der Kategorie Romane für Plötzlich Shakespeare[48]
- 2014: Jugendbuchpreis Buxtehuder Bulle für 28 Tage lang[49]
- 2015: LovelyBooks Leserpreis in der Kategorie Humor für Mieses Karma hoch 2
- 2017: Nominierung Deutscher Hörspielpreis der ARD für Die Liebe sucht ein Zimmer[50]
- 2022: Krimi-Publikumspreis MIMI für Miss Merkel: Mord in der Uckermark[51]
- 2022: Sant Jordi Award in der Kategorie Best Spanish Film für Love Gets a Room[52]
- 2022: CEC Award in der Kategorie Best Original Screenplay für Love Gets a Room[53]
- 2022: Nominierung Feroz Award in der Kategorie Best Screenplay für Love Gets a Room[54]
- 2023: NDR Buch des Monats: Solange wir leben[55]
- 2023: Bronzener Handabdruck in der Mall of Fame in der Bremer Lloydpassage[56]

## Buchausgaben
- Mieses Karma. Kindler, Berlin 2007, ISBN 3-499-24455-1 / ISBN 978-3-463-40508-7 (Pappbilderbuch), als Taschenbuch: rororo 24455, Rowohlt, Reinbek bei Hamburg 2008, ISBN 978-3-499-24455-1; als Hörbuch Argon Digital, ISBN 978-3-8398-1217-4.
- Jesus liebt mich. Kindler, Berlin 2008, ISBN 978-3-463-40552-0, als Taschenbuch: rororo 24811, Rowohlt, Reinbek bei Hamburg 2009, ISBN 978-3-499-24811-5; als Hörbuch Argon Digital, ISBN 978-3-8398-9003-5.
- Plötzlich Shakespeare. Kindler, Berlin 2010, ISBN 978-3-463-40553-7, als Taschenbuch: rororo 24812, Rowohlt, Reinbek bei Hamburg 2011, ISBN 978-3-499-24812-2; als Hörbuch Argon Digital, ISBN 978-3-7324-9104-9.
- Happy Family. Kindler, Berlin 2011, ISBN 978-3-463-40618-3, als Taschenbuch: rororo 25272, Rowohlt, Reinbek bei Hamburg 2012, ISBN 978-3-499-25272-3.
- Muh! Kindler, Berlin 2012, ISBN 978-3-463-40603-9, als Taschenbuch: rororo, Rowohlt, Reinbek bei Hamburg 2013, ISBN 978-3-499-25626-4.
- 28 Tage lang, Kindler, Reinbek bei Hamburg 2014, ISBN 978-3-463-40640-4 (Ein Roman über den Holocaust)[57]; als Taschenbuch: Rowohlt, Reinbek bei Hamburg 2014, ISBN 978-3-499-21174-4; als Hörbuch: Maria Koschny liest David Safier, 28 Tage lang, 6 CDs (7 Stunden 10 Minuten), Regie: Lars Reschke, Argon, Berlin, 2014, ISBN 978-3-8398-1306-5 / ISBN 978-3-8398-5207-1 (1 CD als DAISY-MP3).[58]
- Mieses Karma hoch 2, Kindler-Verlag, Reinbek bei Hamburg 2015, ISBN 978-3-463-40623-7.
- Traumprinz, Kindler-Verlag, Reinbek bei Hamburg 2016, ISBN 978-3-463-40604-6.
- Die Ballade von Max und Amelie, Kindler, Reinbek bei Hamburg 2018, ISBN 978-3-463-40709-8.
- Aufgetaut, Kindler, Hamburg 2020, ISBN 978-3-463-40664-0.
- Miss Merkel: Mord in der Uckermark. Kindler, Hamburg 2021, ISBN 978-3-463-40665-7.
- Miss Merkel: Mord auf dem Friedhof. Kindler, Hamburg 2022, ISBN 978-3-463-00029-9.
- Der kleine Ritter Kackebart. Es ist gut, anders zu sein. Mit Oliver Kurth. Rowohlt, Hamburg 2023, ISBN 978-3-499-01169-6.
- Solange wir leben, Kindler, Hamburg 2023, ISBN 978-3-463-00030-5.
- Miss Merkel: Mord auf hoher See. Kindler, Hamburg 2023, ISBN 978-3-463-00031-2.
- Miss Merkel: Mord in der Therapie. Kindler, Hamburg 2024, ISBN 978-3-463-00045-9.
- Die Liebe sucht ein Zimmer. Ein Roman aus dem Warschauer Ghetto. Kindler, Hamburg 2025, ISBN 978-3-463-00047-3.
  - 2017 als Hörspiel von David Safier und Jerzy Jurandot erschienen. Argon, Berlin 2017, ISBN 978-3-8398-1599-1.